# Finlandia na Zimowych Igrzyskach Paraolimpijskich 2002
Finlandię na Zimowych Igrzyskach Paraolimpijskich 2002 reprezentowało 14 zawodników. Finlandia zdobyła osiem medali (4 złote, 1 srebrny, 3 brązowe) - wszystkie w biegach narciarskich.

## Medale

### Złoto
| Zawodnik          | Dyscyplina        | Konkurencja   | Kl.    | Wynik   |
| Jaana Argillander | Biegi narciarskie | 10 kilometrów | B3     | 30:53.4 |
| Tanja Kari        | Biegi narciarskie | 5 kilometrów  | stojąc | 14:18.4 |
| Tanja Kari        | Biegi narciarskie | 10 kilometrów | stojąc | 27:16.8 |
| Tanja Kari        | Biegi narciarskie | 15 kilometrów | stojąc | 43:59.8 |

### Srebro
| Zawodnik          | Dyscyplina        | Konkurencja  | Kl.   | Wynik   |
| Jaana Argillander | Biegi narciarskie | 5 kilometrów | B2-B3 | 15:55.9 |

### Brąz
| Zawodnik                                          | Dyscyplina        | Konkurencja   | Kl.       | Wynik   |
| Jaana Argillander                                 | Biegi narciarskie | 15 kilometrów | niewidomi | 51:02.6 |
| Merja Hannele Hanski                              | Biegi narciarskie | 5 kilometrów  | B1        |         |
| Jaana Argillander Merja Hannele Hanski Tanja Kari | Biegi narciarskie | 3x2,5 km      | open      | 35:28.4 |

## Wyniki zawodników

### Biathlon

#### Mężczyźni
| Zawodnik             | Konkurencja                     | Czas rzeczywisty | Ilość pudeł | Przelicznik czasu | Czas końcowy | Pozycja | Źródło |
| -------------------- | ------------------------------- | ---------------- | ----------- | ----------------- | ------------ | ------- | ------ |
| Timo Kalevi Lahtinen | Bieg na 7,5 km osób niewidomych | 23:37.5          | 5           | 0,98              | 28:09.1      | 21.     | [ 3 ]  |
| Kalervo Pieksämäki   | Bieg na 7,5 km stojąc           | 20:46.6          | 4           | 0,96              | 23:56.7      | 19.     | [ 4 ]  |
| Teuvo Ojala          | Bieg na 7,5 km siedząc          | 30:22.4          | 2           | 1,00              | 32:22.4      | 21.     | [ 5 ]  |
| Seppo Jönsuu         | Bieg na 7,5 km siedząc          | 29:58.9          | 4           | 1,00              | 33:58.9      | 26.     | [ 5 ]  |

#### Kobiety
| Zawodnik             | Konkurencja                     | Czas rzeczywisty | Ilość pudeł | Przelicznik czasu | Czas końcowy | Pozycja | Źródło |
| -------------------- | ------------------------------- | ---------------- | ----------- | ----------------- | ------------ | ------- | ------ |
| Merja Hannele Hanski | Bieg na 7,5 km osób niewidomych | 39:07.0          | 3           | 0,83              | 35:28.0      | 9.      | [ 6 ]  |

### Biegi narciarskie
Objaśnienie kategorii:
- LW2-9 – osoby stojące
- LW10-12 – osoby siedzące
- B1-3 – osoby niewidome i niedowidzące

#### Osoby stojące

##### Mężczyźni
| Zawodnik           | Konkurencja                             | Czas rzeczywisty | Przelicznik czasu | Czas końcowy | Pozycja | Źródło |
| ------------------ | --------------------------------------- | ---------------- | ----------------- | ------------ | ------- | ------ |
| Kalervo Pieksämäki | Bieg na 5 km techniką klasyczną (LW2-4) | 14:33.1          | 0,96              | 13:58.1      | 7.      | [ 7 ]  |
| Jouko Grip         | Bieg na 5 km techniką klasyczną (LW5-9) | 15:03.6          | 0,92              | 13:51.3      | 11.     | [ 8 ]  |
| Kalervo Pieksämäki | Bieg na 10 km techniką dowolną (LW2-4)  | 27:37.4          | 0,96              | 26:31.1      | 8.      | [ 9 ]  |
| Jouko Grip         | Bieg na 10 km techniką dowolną (LW5-9)  | 28:35.1          | 0,97              | 27:43.6      | 15.     | [ 10 ] |
| Kalervo Pieksämäki | Bieg na 20 km techniką dowolną stojąc   | 1:05:43.2        | 0,96              | 1:03:05.4    | 9.      | [ 11 ] |
| Jouko Grip         | Bieg na 20 km techniką dowolną stojąc   | 1:08:24.2        | 0,97              | 1:06:21.0    | 22.     | [ 11 ] |

##### Kobiety
| Zawodniczka | Konkurencja                            | Czas rzeczywisty | Przelicznik czasu | Czas końcowy | Pozycja | Źródło |
| ----------- | -------------------------------------- | ---------------- | ----------------- | ------------ | ------- | ------ |
| Tanja Kari  | Bieg na 5 km techniką klasyczną stojąc | 15:33.1          | 0,92              | 14:18.4      | złoto   | [ 12 ] |
| Tanja Kari  | Bieg na 10 km techniką dowolną stojąc  | 28:07.5          | 0,97              | 27:16.8      | złoto   | [ 13 ] |
| Tanja Kari  | Bieg na 15 km techniką dowolną stojąc  | 45:21.5          | 0,97              | 43:59.8      | złoto   | [ 14 ] |

#### Osoby siedzące

##### Mężczyźni
| Zawodnik     | Konkurencja             | Czas rzeczywisty | Przelicznik czasu | Czas końcowy | Pozycja | Źródło |
| ------------ | ----------------------- | ---------------- | ----------------- | ------------ | ------- | ------ |
| Teuvo Ojala  | Bieg na 5 km (LW12)     | 17:17.1          | 1,00              | 17:17.1      | 7.      | [ 15 ] |
| Seppo Jönsuu | Bieg na 5 km (LW12)     | 17:44.4          | 1,00              | 17:44.4      | 10.     | [ 15 ] |
| Teuvo Ojala  | Bieg na 10 km (LW12)    | 36:59.4          | 1,00              | 36:59.4      | 7.      | [ 16 ] |
| Seppo Jönsuu | Bieg na 10 km (LW12)    | 39:38.3          | 1,00              | 39:38.3      | 14.     | [ 16 ] |
| Teuvo Ojala  | Bieg na 15 km (LW10-12) | 47:43.5          | 1,00              | 47:43.5      | 19.     | [ 17 ] |
| Seppo Jönsuu | Bieg na 15 km (LW10-12) | 49:35.8          | 1,00              | 49:35.8      | 27.     | [ 17 ] |

#### Osoby niewidome

##### Mężczyźni
| Zawodnik             | Konkurencja                           | Czas rzeczywisty | Przelicznik czasu | Czas końcowy | Pozycja | Źródło |
| -------------------- | ------------------------------------- | ---------------- | ----------------- | ------------ | ------- | ------ |
| Timo Kalevi Lahtinen | Bieg na 5 km techniką klasyczną (B2)  | 14:42.1          | 0,98              | 14:24.4      | 7.      | [ 18 ] |
| Antti Klemetti       | Bieg na 5 km techniką klasyczną (B3)  | 15:09.4          | 1,00              | 15:09.4      | 9.      | [ 19 ] |
| Timo Kalevi Lahtinen | Bieg na 10 km techniką dowolną (B2)   | 28:42.3          | 0,98              | 28:07.8      | 9.      | [ 20 ] |
| Antti Klemetti       | Bieg na 10 km techniką dowolną (B3)   | 27:17.5          | 1,00              | 27:17.5      | 8.      | [ 21 ] |
| Antti Klemetti       | Bieg na 20 km techniką dowolną (B1-3) | 1:09:22.1        | 1,00              | 1:09:22.1    | 20.     | [ 22 ] |
| Timo Kalevi Lahtinen | Bieg na 20 km techniką dowolną (B1-3) | 1:12:01.3        | 0,98              | 1:10:34.8    | 21.     | [ 22 ] |

##### Kobiety
| Zawodnik             | Konkurencja                            | Czas rzeczywisty | Przelicznik czasu | Czas końcowy | Pozycja | Źródło |
| -------------------- | -------------------------------------- | ---------------- | ----------------- | ------------ | ------- | ------ |
| Merja Hannele Hanski | Bieg na 5 km techniką klasyczną (B1)   | 20:30.5          | 0,87              | 17:50.5      | brąz    | [ 23 ] |
| Jaana Argillander    | Bieg na 5 km techniką klasyczną (B2-3) | 15:55.9          | 1,00              | 15:55.9      | srebro  | [ 24 ] |
| Sisko Kiiski         | Bieg na 5 km techniką klasyczną (B2-3) | 16:17.1          | 1,00              | 16:17.1      | 4.      | [ 24 ] |
| Jaana Argillander    | Bieg na 10 km techniką dowolną (B3)    | 30:53.4          | 1,00              | 30:53.4      | złoto   | [ 25 ] |
| Sisko Kiiski         | Bieg na 10 km techniką dowolną (B3)    | 32:27.4          | 1,00              | 32:27.4      | 5.      | [ 25 ] |
| Jaana Argillander    | Bieg na 15 km techniką dowolną (B1-3)  | 51:02.6          | 1,00              | 51:02.6      | brąz    | [ 26 ] |
| Sisko Kiiski         | Bieg na 15 km techniką dowolną (B1-3)  | 55:47.7          | 1,00              | 55:47.7      | 9.      | [ 26 ] |

#### Sztafety
| Zawodnicy                                         | Konkurencja                              | Czas    | Pozycja | Źródło |
| ------------------------------------------------- | ---------------------------------------- | ------- | ------- | ------ |
| Jouko Grip Teuvo Ojala Kalervo Pieksämäki         | Sztafeta 1x2,5 km+2x5 km mężczyzn (Open) | 52:28.1 | 8.      | [ 27 ] |
| Jaana Argillander Merja Hannele Hanski Tanja Kari | Sztafeta 3x2,5 km kobiet (Open)          | 35:28.4 | brąz    | [ 28 ] |

### Narciarstwo alpejskie
Objaśnienie kategorii:
- LW2-9 – osoby stojące
- LW10-12 – osoby siedzące
- B1-3 – osoby niewidome i niedowidzące

#### Mężczyźni
| Zawodnik          | Konkurencja          | Czas rzeczywisty | Przelicznik czasu | Czas końcowy | Pozycja | Źródło |
| ----------------- | -------------------- | ---------------- | ----------------- | ------------ | ------- | ------ |
| Markku Mikkonen   | Slalom Gigant (LW2)  | DNF              | DNF               | DNF          | DNF     | [ 29 ] |
| Markku Mikkonen   | Slalom (LW2)         | DQ               | DQ                | DQ           | DQ      | [ 30 ] |
| Dragan Scepanovic | Slalom Gigant (LW10) | 3:15.34          | 0,7952176         | 2:35.33      | 6.      | [ 31 ] |
| Dragan Scepanovic | Slalom (LW10)        | DNF              | DNF               | DNF          | DNF     | [ 32 ] |

#### Kobiety
| Zawodniczka    | Konkurencja          | Czas rzeczywisty | Przelicznik czasu | Czas końcowy | Pozycja | Źródło |
| -------------- | -------------------- | ---------------- | ----------------- | ------------ | ------- | ------ |
| Katja Saarinen | Zjazd (LW2)          | 1:55.05          | 0,9107695         | 1:44.78      | 10.     | [ 33 ] |
| Katja Saarinen | Slalom Gigant (LW2)  | 3:17.81          | 0,9018365         | 2:58.39      | 8.      | [ 34 ] |
| Katja Saarinen | Supergigant (LW2)    | DNF              | DNF               | DNF          | DNF     | [ 35 ] |
| Katja Saarinen | Slalom (LW2)         | 2:25.52          | 0,9974781         | 2:25.15      | 7.      | [ 36 ] |
| Katja Koponen  | Zjazd (B2-3)         | 2:06.45          | 0,9035879         | 1:54.26      | 7.      | [ 37 ] |
| Katja Koponen  | Slalom Gigant (B2-3) | DNF              | DNF               | DNF          | DNF     | [ 38 ] |
| Katja Koponen  | Supergigant (B2-3)   | 1:52.41          | 0,9016638         | 1:41.36      | 8.      | [ 39 ] |
| Katja Koponen  | Slalom (B2-3)        | 2:51.63          | 0,8931546         | 2:33.29      | 7.      | [ 40 ] |